# Percy-en-Normandie
Percy-en-Normandie é uma comuna francesa na região administrativa da Normandia, no departamento da Mancha. Estende-se por uma área de 48.32 km². Em 2010 a comuna tinha 2 693 habitantes (densidade: 55,7 hab./km²).
Foi criada em 1 de janeiro de 2016, a partir da fusão das antigas comunas de Percy e Le Chefresne.